# بريت مكلور
بريت مكلور (بالإنجليزية: Brett McClure) هو لاعب جمباز فني أمريكي، ولد في 19 فبراير 1981 في ياكيما في الولايات المتحدة.

## وصلات خارجية
- بريت مكلور على موقع الاتحاد الدولي للجمباز (licence) (الإنجليزية)
- بريت مكلور على موقع الاتحاد الدولي للجمباز (biography) (الإنجليزية)
- بريت مكلور على موقع اللجنة الأولمبية الدولية (الإنجليزية)
- بريت مكلور على موقع أوليمبيديا (الإنجليزية)
- بريت مكلور على موقع اللجنة الأولمبية والبارالمبية الأمريكية (الإنجليزية)